# 七所社
七所社（しちしょしゃ）は、愛知県名古屋市中村区にある神社。尾張国愛智郡の式内社「御田神社」の有力な論社とされる。

## 由緒
境内には、岩塚という地名の由来となった古塚や日本武尊が腰をかけたと伝わる腰掛岩が現存している。

## 歴史
創建は神社に祀られている神鏡に元慶8年（884年） の銘があるところから、このころの創建と考えられている。 
応永32年（1425年） に足利尊氏の一族である岩塚城主吉田守重が社殿を修造した記録が残る。

## きねこさ祭り
毎年旧暦1月17日には、尾張三大奇祭で名古屋市無形民俗文化財のきねこさ祭り（別名：御田祭り）が行われる。

## ギャラリー

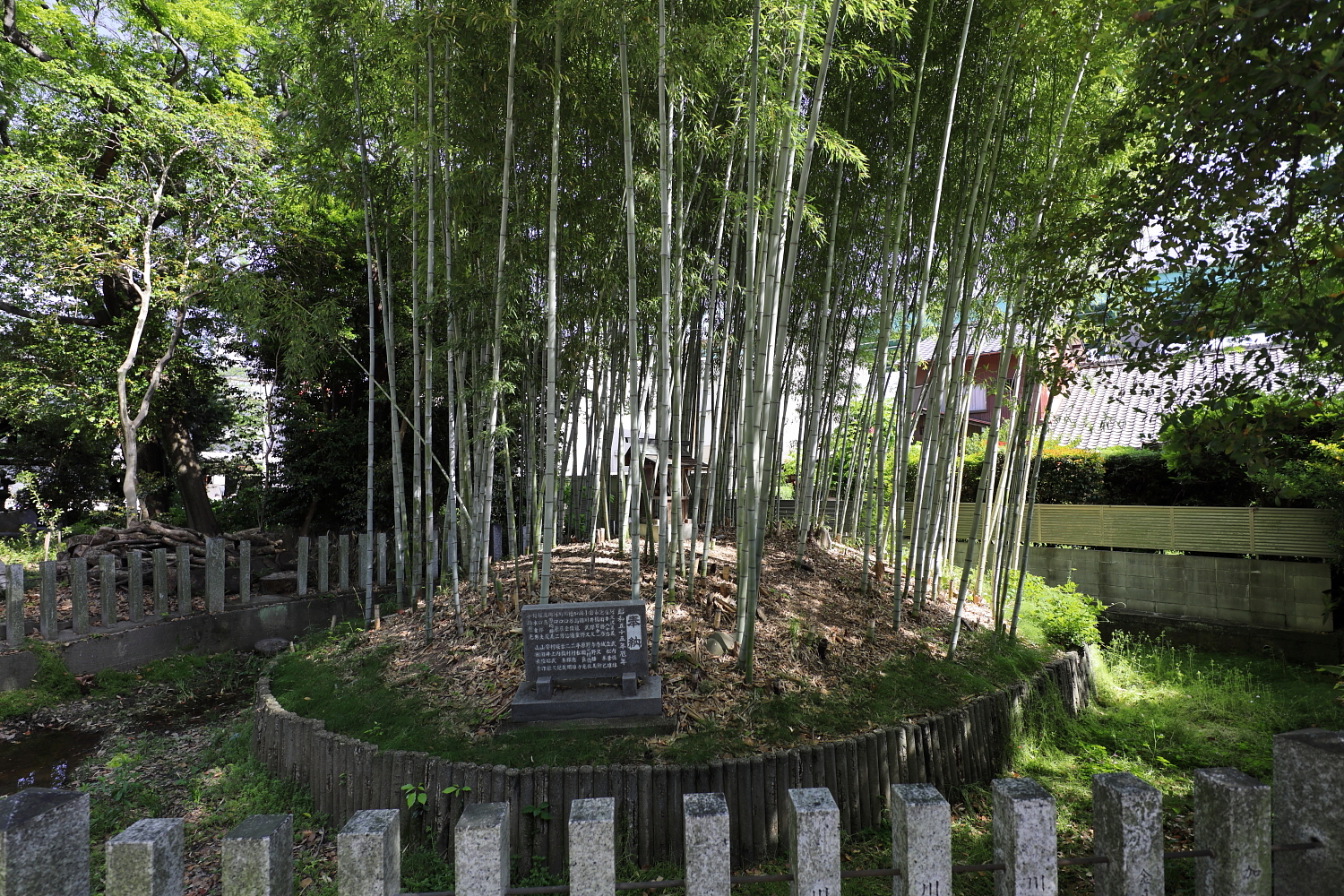
弁天（岩塚1号墳） （2023年（令和5年）5月）
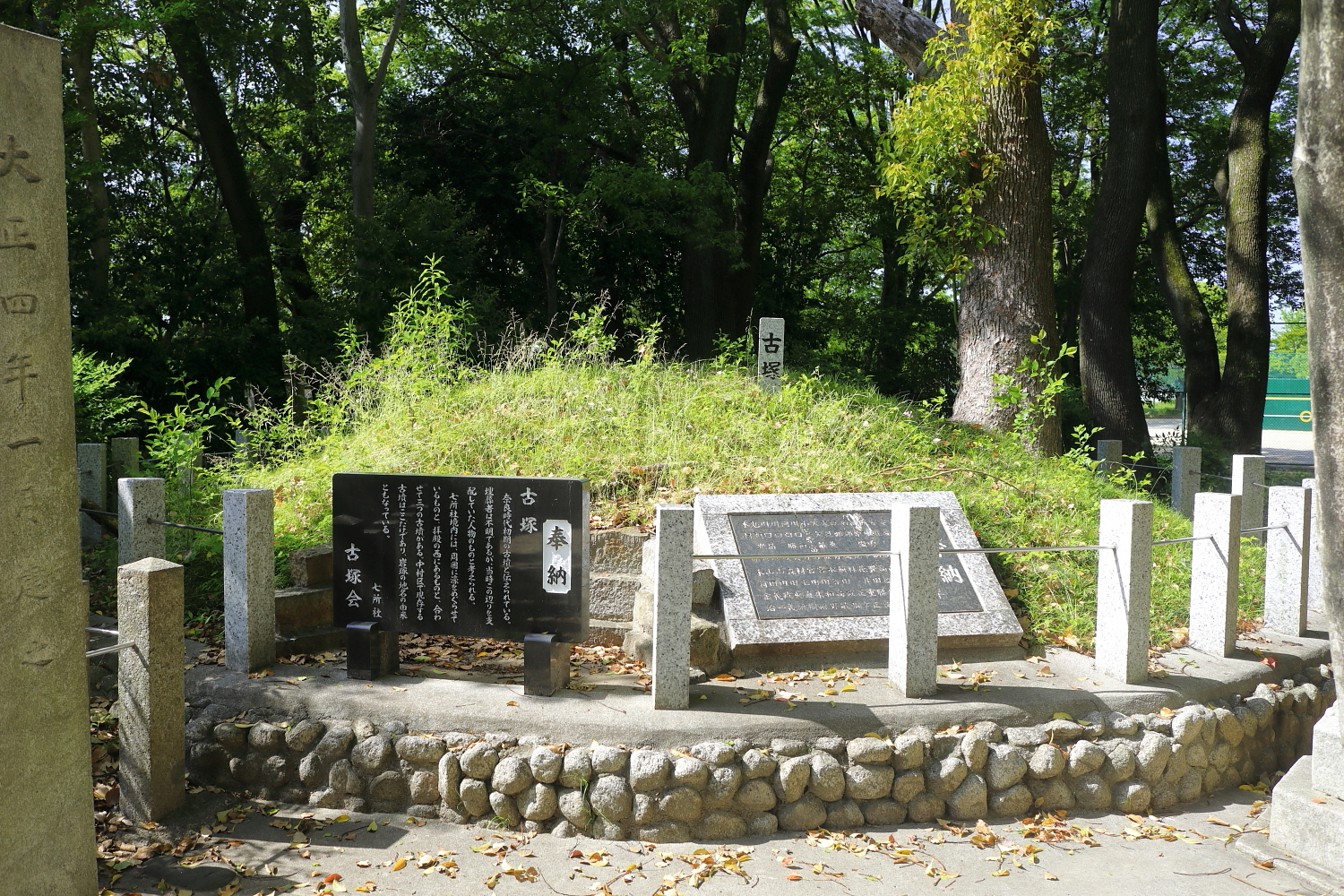
古塚（岩塚2号墳） （2023年（令和5年）5月）
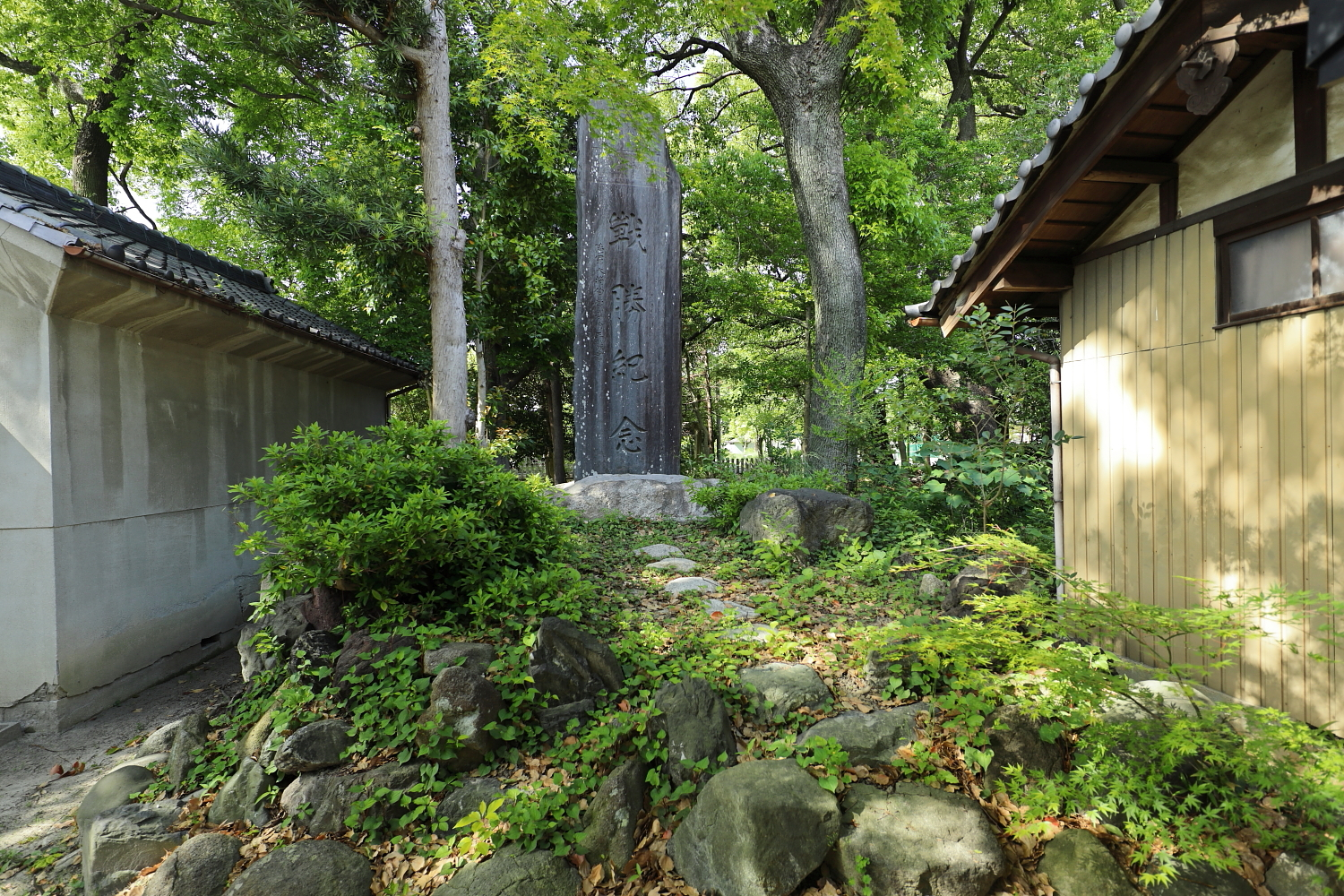
古塚（岩塚3号墳） （2023年（令和5年）5月）
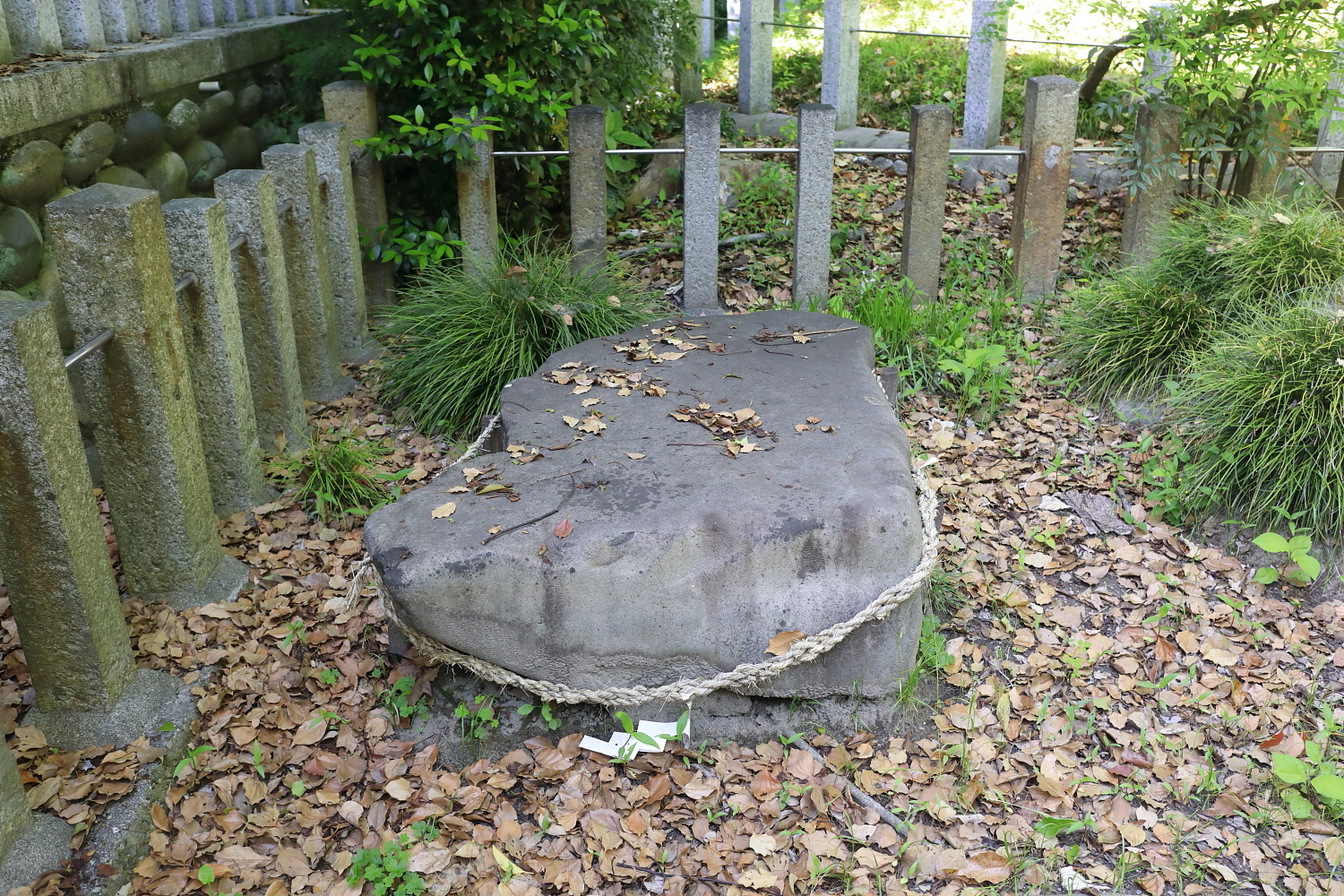
日本武尊の腰掛け石。古墳の奥壁か天井石ともいわれる （2023年（令和5年）5月）
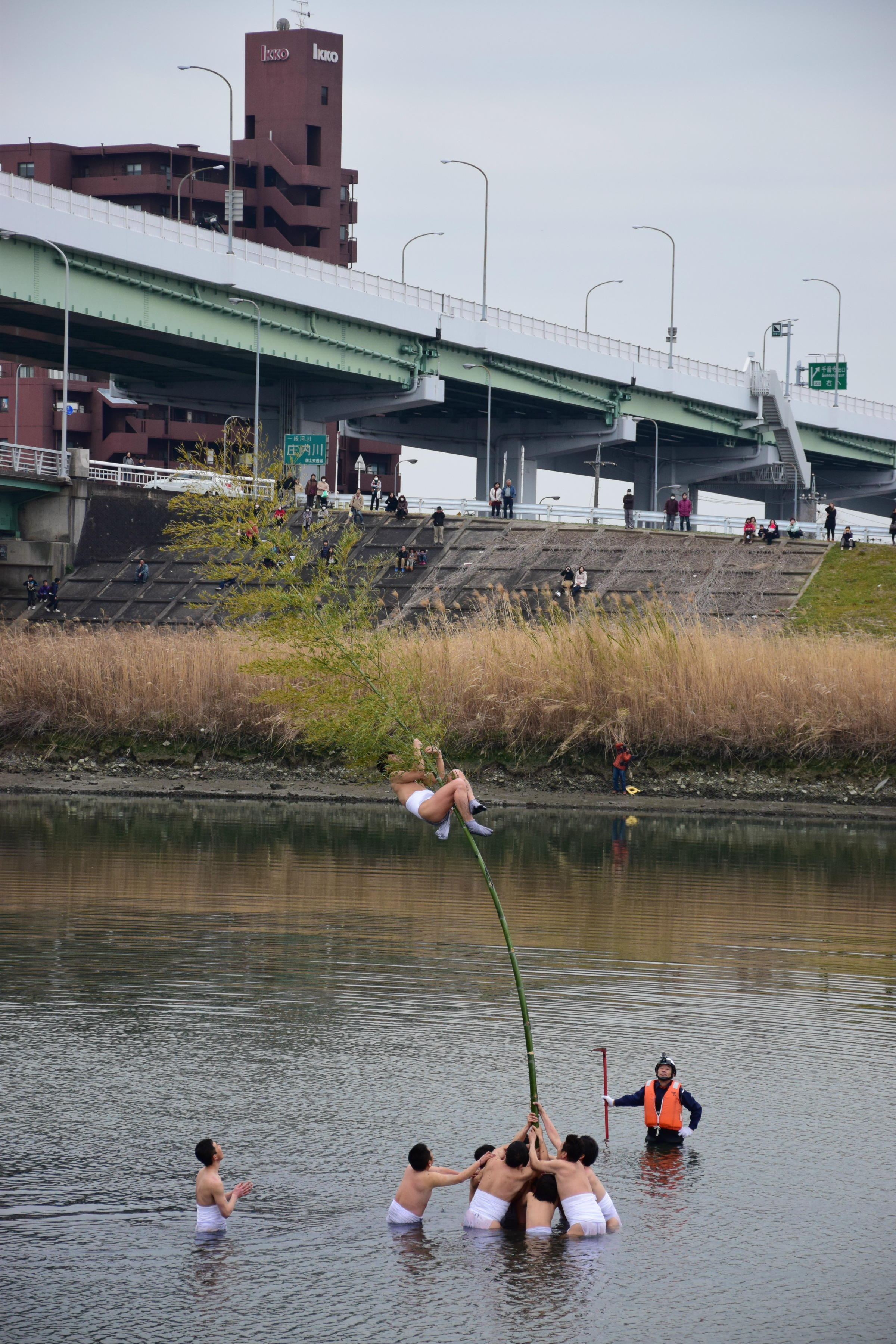
きねこさ祭 （2015年（平成27年）3月）

## 所在地
- 愛知県名古屋市中村区岩塚町字上小路7番地